# Carlos Alberto García López
Carlos Alberto García-López (Buenos Aires, 9 de noviembre de 1958 - Provincia de Buenos Aires, 27 de septiembre de 2014), más conocido por su nombre artístico El Negro García López, fue un reconocido músico y guitarrista de rock argentino, con raíces africanas.
Integró La Torre a principios de los años 1980 y luego formó parte de la banda de Miguel Mateos y de Charly García. En 1992, abandonó definitivamente Los Enfermeros para editar "Da cruz", primer disco de "Garcia Lopez Band", cuya primera formación integraban Beto Topini (ex La Torre) en batería y Mariano Kon (bajo y guitarras). A principios del 2000 viajó a México, donde junto al productor Oscar López armó su banda con músicos locales, La García López Band.
En 2009 regresó a la banda de Charly García, y a comienzos de 2010 editó su disco solista, Esta vez invita el Negro, con varios invitados como David Lebón, Juanse, Pity Álvarez, Willy Quiroga, Piti (de Las Pastillas del Abuelo) y, por supuesto, el propio Charly García.
En su edición de septiembre de 2012, la revista Rolling Stone, posicionó a García López, en el puesto número 12, de Los cien mejores guitarristas del rock argentino.

## Biografía
Carlos "Negro" García Lopez se convirtió en una de las guitarras más importantes del rock argentino. Hijo del cantante Paul Da Cruz, integró La Torre, participó en la presentación de Pastoral (banda) en Obras en abril de 1983 y luego se sumó a la banda de Miguel Mateos, con quien grabó y presentó "Solos en América" por toda Latinoamérica. Posteriormente acudió al llamado de Charly García, con quien tocó diez años en los que grabó "Como conseguir chicas", "Filosofía barata y zapatos de goma", "Say no More" y "El aguante". También colaboró con Fito Páez, con quien grabó "Del 63", "Resaca" y "Enemigos íntimos" (compuesta e interpretada por Sabina/Páez). Para 1990, mientras todavía integraba la banda de Charly, el "Negro" recluta al exbaterista de La Torre Beto Topini y al bajista Mariano Kon (ex Moscu y TocToc con Charly García) para dar forma a la primera encarnación de "García López Band". Con esa formación realizan incontables shows destacándose una consagratoria presentación en el Festival de la Falda de 1992. En ese año se edita "Da Cruz", primer disco de la banda grabado en Estudios Panda y Estudios Del Cielito siendo "A rescatarte" el corte de difusión. 
Tras abandonar la banda de Charly García y varios cambios de personal en su propio proyecto musical, el Negro García López, decide instalarse en México, país que supo visitar en varias ocasiones y con el que desarrollara un cariño especial. Ya radicado en CDMX, reforma "García López", esta vez junto a "Pato" Dana en bajo (Uruguay; Los Traidores, Níquel, Pólvora en Chimangos), y Freddy Valeriani en bajo píccolo (Argentina; Los Guarros, Javier Calamaro, Solista) y más tarde se uniría Roberto Rodino en batería (Uruguay; Mona Lisa, Níquel, Los Traidores, Pólvora en Chimangos), dando comienzo a un proyecto original e intenso donde música y pasiones se descargan como pocas veces se ve en un escenario.
Para junio de 2005, viaja a Buenos Aires, Argentina, para grabar en los míticos estudios "Panda", su disco "Números Rojos". Cabe destacar la presencia de Charly García con sus teclados en dos de los tracks ("Olvida Lo Pasado" y "Números Rojos") además de su voz en uno de ellos ("Números Rojos").

El Negro aporta una sonoridad incendiaria muy característica del rock nacional. Su sonido es desgarrador, y su audio denso y explosivo.
Baltasar Comotto.

"Números Rojos" de "García López", arde con 11 temas que son la mejor prueba del presente y futuro de una banda que no toma prisioneros. El 2006 comienza auspiciosamente con la firma de los contratos discográficos con P&P (México) y Notorius (Argentina) quienes son los responsables de las respectivas ediciones. Luego de la partida de Rodino a fines del 2005, Mariano López (Argentina) viaja desde Buenos Aires y se integra a la banda en febrero de 2006 para hacerse cargo de la batería.
Falleció el 27 de septiembre de 2014, a los 55 años de edad, a causa de un accidente automovilístico ocurrido en la ruta 76, cuando volvía desde Sierra de la Ventana a Buenos Aires, tras la filmación del videoclip de la canción "Frenesí", en el que participó la banda Almafuerte.

## Homenajes
El 27 de septiembre de 2014 en el Movistar Free Music realizado en Av. Figueroa Alcorta y La Pampa, luego de que varios músicos interpreten covers de Charly García, recordaron con cariño y mucha emoción a El Negro.
El 1 de octubre de 2014 en el entretiempo del partido entre All Boys y Sarmiento de Junín, la Comisión Directiva del club de Floresta realizó un homenaje en el Estadio Islas Malvinas. En dicho honor se le entregó una camiseta de la institución a los familiares y amigos de El Negro, mientras que en la Pantalla led del estadio se vio y escuchó el himno de All Boys interpretado por él mismo.
Las pastillas del abuelo dedicaron su disco "Paradojas" a García López.
El 27 de septiembre del 2015 el cantante de Almafuerte (Ricardo Iorio), aportó un recuerdo simbólico emplazando un monolito en el lugar exacto del accidente.
Sobre la ruta 76, a 4 kilómetros aproximadamente del acceso a Tornquist, obra del artista Jorge Rodolfo “Roppo” Marsch.

## Álbumes de estudio

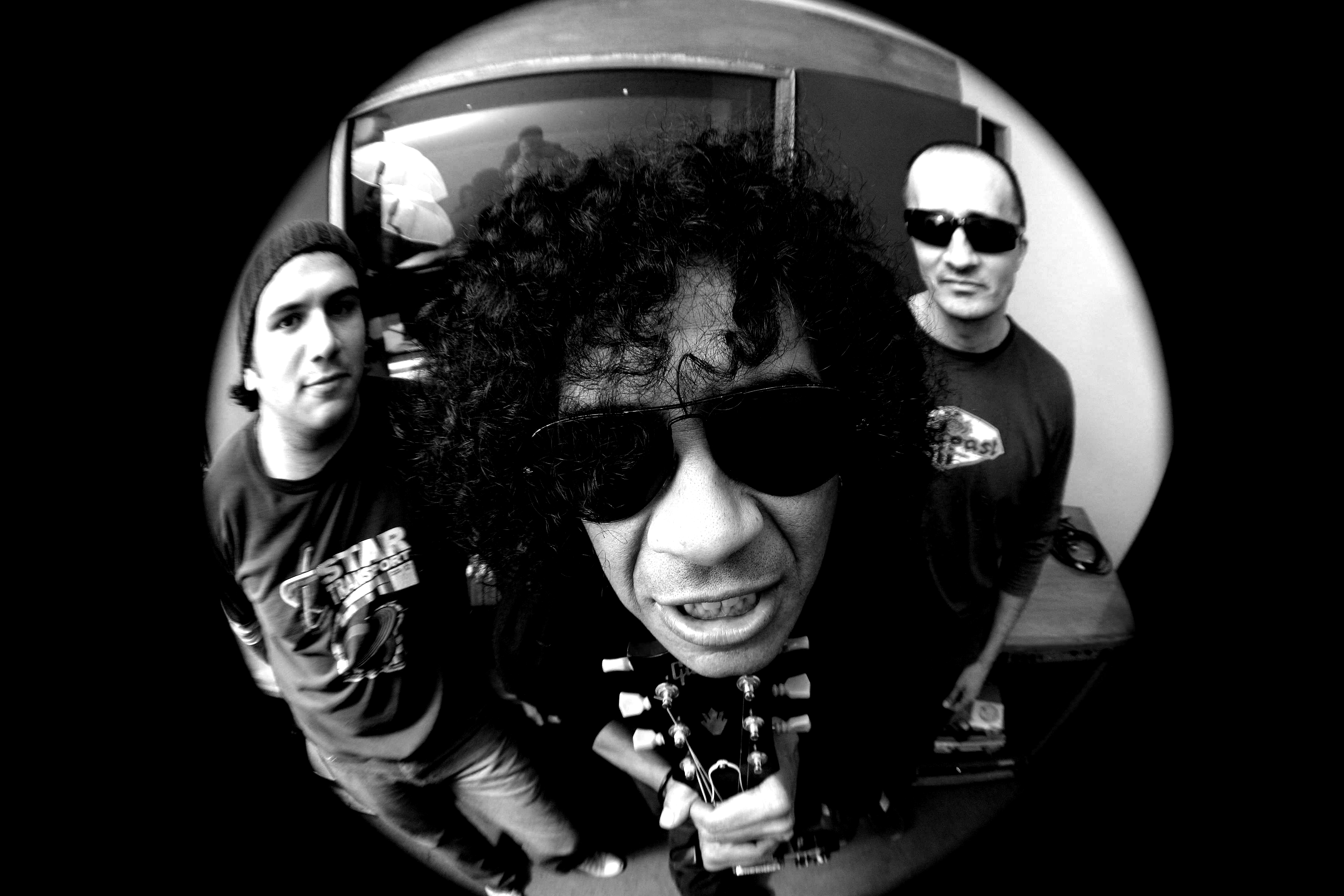
García López en 2009.

| Da cruz                  | 1992 | Link Record N.º 51076               |
| Números rojos            | 2006 | P&P (México) / Notorius (Argentina) |
| Esta vez invita el Negro | 2010 | Sony Music                          |
| Frenesí                  | 2013 | Independiente                       |

### Algunos álbumes en los que participó
| En vivo obras 1983                 | 1983 (editado en 2009) | Pastoral                   |
| Del 63                             | 1984                   | Fito Páez                  |
| Detectives                         | 1985                   | Fabiana Cantilo            |
| Solos en América                   | 1986                   | Miguel Mateos              |
| Atado a un sentimiento             | 1987                   | Miguel Mateos              |
| Como conseguir chicas              | 1989                   | Charly García              |
| Filosofía barata y zapatos de goma | 1990                   | Charly García              |
| Say no More                        | 1996                   | Charly García              |
| Enemigos íntimos                   | 1998                   | Fito Páez y Joaquín Sabina |
| Morena                             | 2009                   | Jorgelina Alemán           |
| El Concierto Subacuático           | 2009                   | Charly García              |
| Living Memory                      | 2011                   | Nonpalidece                |
| 60x60                              | 2012                   | Charly García              |